# Coupe d'Afrique des nations de football des moins de 17 ans 2013
 (avril 2021).
Si vous disposez d'ouvrages ou d'articles de référence ou si vous connaissez des sites web de qualité traitant du thème abordé ici, merci de compléter l'article en donnant les références utiles à sa vérifiabilité et en les liant à la section « Notes et références ».
Navigation
CAN U17 2011 CAN U17 2015
La coupe d’Afrique des nations des moins de 17 ans 2013 est un tournoi de football organisé par la Confédération africaine de football (CAF). Elle se déroule tous les deux ans et oppose les meilleures sélections africaines des moins de 17 ans.
L'édition 2013 a lieu au Maroc du 13 au 27 avril 2013.

## Villes et stades retenus
| Casablanca                  | Marrakech                   |
| --------------------------- | --------------------------- |
| Stade Mohamed V             | Stade de Marrakech          |
| 33° 32′ 10″ N, 7° 30′ 40″ O | 31° 42′ 24″ N, 7° 58′ 50″ O |
| Capacité: 67.000            | Capacité: 45.000            |
|                             |                             |

## Participants à la phase finale
- Botswana
- Congo
- Côte d'Ivoire
- Gabon
- Ghana
- Maroc (pays hôte)
- Nigeria
- Tunisie

## Arbitres officiels

### Arbitres
| - Redouane Jiyed - Med Said Kordi - Davies Ogenche Omweno - Wiish Hagi Yabarow | - Samuel Chirindza - Mahamadou Keita - Ali Mohamed Adelaid - Joshua Bondo | - Achille Madila - Rainhold Shikongo - Maguette Ndiaye - Juste Ephrem Zio |

### Arbitres assistants
| - Bouazza Rouani - Eldrick Adelaide - Sidiki Sidibe - Mark Ssonko - Jerson Emiliano Dos Santos | - Mothibidi Stevens Khumalo - Marius Donatien Tan - Abderahmane Warr - Babadjide Bienvenu Dina - Yahaya Mahamadou | - Arsénio Chadreque Marengula - Kindie Mussie - Elvis Guy Noupue Nguegoue - Seydou Tiama |

## Phase finale

### Groupe A
| Rang | Équipe   | Pts | J | G | N | P | Bp | Bc | Diff |
| ---- | -------- | --- | - | - | - | - | -- | -- | ---- |
| 1    | Maroc    | 7   | 3 | 2 | 1 | 0 | 8  | 2  | +6   |
| 2    | Tunisie  | 7   | 3 | 2 | 1 | 0 | 8  | 4  | +4   |
| 3    | Gabon    | 3   | 3 | 1 | 0 | 2 | 6  | 9  | -3   |
| 4    | Botswana | 0   | 3 | 0 | 0 | 3 | 2  | 9  | -7   |

| 13 avril 2013   | Maroc                                              | 4 - 1 | Gabon                        | Stade Mohammed-V, Casablanca  |                               |
| 15:00 UTC±00:00 | 8e 10e H.Sakhi · 51e Y. Bnou Marzouk · 89e N.Jaadi |       | 62e (pen.) M.L Tsimba Eyamba | Arbitrage : Reinhold Shikongo | Arbitrage : Reinhold Shikongo |

| 13 avril 2013   | Tunisie                                      | 3 - 1 | Botswana         | Stade Mohammed-V, Casablanca |                       |
| 18:30 UTC±00:00 | 2e 6e (pen.) F. Ben Larbi · 50e N. Ben Salem |       | 20e T. Orbebonye | Arbitrage : Juste Zio        | Arbitrage : Juste Zio |

| 16 avril 2013   | Gabon                              | 2 – 4 | Tunisie                                                                   | Stade Mohammed-V, Casablanca |                             |
| 15:00 UTC±00:00 | 74e Mbakogo · 78e (csc) Y. Sellimi |       | 31e N.Ben Salem · 39e H. Haj Hassan · 45+2e M. Abboud · 88e (csc) Allogho | Arbitrage : Maguette Ndiaye  | Arbitrage : Maguette Ndiaye |

| 16 avril 2013   | Botswana | 0 - 3 | Maroc                               | Stade Mohammed-V, Casablanca      |                                   |
| 18:30 UTC±00:00 |          |       | 17e 81e Y. Bnou Marzouk 48e H.Sakhi | Arbitrage : Davies Ogenche Omweno | Arbitrage : Davies Ogenche Omweno |

| 19 avril 2013   | Maroc               | 1 - 1 | Tunisie           | Stade Mohammed-V, Casablanca |  |
| 18:30 UTC±00:00 | 47e M. El Bouazzati |       | 50e H. Haj Hassem |                              |  |

| 19 avril 2013   | Gabon                                   | 3 - 1 | Botswana          | Stade de Marrakech, Marrakech |  |
| 18:30 UTC±00:00 | 2e 45e M.L Tsimba Eyamba · 78e K. Owane |       | 37e K. Mooketsane |                               |  |

### Groupe B
| Rang | Équipe        | Pts | J | G | N | P | Bp | Bc | Diff |
| ---- | ------------- | --- | - | - | - | - | -- | -- | ---- |
| 1    | Nigeria       | 6   | 3 | 2 | 0 | 1 | 13 | 2  | +11  |
| 2    | Côte d'Ivoire | 5   | 3 | 1 | 2 | 0 | 2  | 1  | +1   |
| 3    | Ghana         | 2   | 3 | 0 | 2 | 1 | 2  | 7  | -5   |
| 4    | Congo         | 2   | 3 | 0 | 2 | 1 | 2  | 9  | -7   |

| 14 avril 2013   | Congo                  | 1 - 1 | Côte d'Ivoire         | Stade de Marrakech, Marrakech |                            |
| 15:00 UTC±00:00 | 8e B. Ngatsongo Obassi |       | 27e J. Landry Ahissan | Arbitrage : Med Said Kordi    | Arbitrage : Med Said Kordi |

| 14 avril 2013   | Nigeria                                                               | 6 - 1 | Ghana         | Stade de Marrakech, Marrakech |                            |
| 18:30 UTC±00:00 | 10e 40e 63e (pen.) 68e I. Success · 30eB. Bulbwa · 90+5e K. Iheanacho |       | 66e Y. Yeboah | Arbitrage : Redouane Jiyed    | Arbitrage : Redouane Jiyed |

| 17 avril 2013   | Côte d'Ivoire  | 1 - 0 | Nigeria | Stade de Marrakech, Marrakech |                              |
| 15:00 UTC±00:00 | 90e D. Niangbo |       |         | Arbitrage : Samuel Chirindza  | Arbitrage : Samuel Chirindza |

| 17 avril 2013   | Ghana         | 1 - 1 | Congo          | Stade de Marrakech, Marrakech  |                                |
| 18:30 UTC±00:00 | 38e Y. Yeboah |       | 3e K. Bidimbou | Arbitrage : Wiish Hagi Yabarow | Arbitrage : Wiish Hagi Yabarow |

| 20 avril 2013   | Congo | 0 - 7 | Nigeria                                                                             | Stade de Marrakech, Marrakech |  |
| 15:00 UTC±00:00 |       |       | 4e 44e 86e K. Iheanacho · 27e 33e (pen.) I. Success · 48e M. Yahaya · 60e I. Mathew |                               |  |

| 20 avril 2013   | Côte d'Ivoire | 0 - 0 | Ghana | Stade Mohammed-V, Casablanca |
| 15:00 UTC±00:00 |               |       |       |                              |

### Demi-finales
| 23 avril 2013   | Maroc | 1 - 2 | Côte d'Ivoire | Stade Mohammed-V, Casablanca |
| 18:30 UTC±00:00 |       |       |               |                              |

| 24 avril 2013   | Nigeria | 4 - 2 | Tunisie | Stade de Marrakech, Marrakech |
| 18:30 UTC±00:00 |         |       |         |                               |

### Match pour la troisième place
| 27 avril 2013   | Maroc               | 1 - 1 a. p. | Tunisie | Stade de Marrakech, Marrakech |
| 14:30 UTC±00:00 |                     |             |         |                               |
|                 | Tirs au but 10 - 11 |             |         |                               |

### Finale
| 27 avril 2013   | Nigeria           | 1 - 1 a. p. | Côte d'Ivoire | Stade de Marrakech, Marrakech |
| 17:30 UTC±00:00 |                   |             |               |                               |
|                 | Tirs au but 4 - 5 |             |               |                               |

## Résultat
| Vainqueur CAN U17 2013 Côte d'Ivoire 1er titre |

### Classement de la compétition
| Classement de la Coupe d'Afrique des nations des moins de 17 ans 2013 |               |                         |
| \| Place \| Nation \| Stade de la compétition \| \| ------------------ \| ------------- \| ----------------------- \| \| Médaille d'or \| Côte d'Ivoire \| Vainqueur \| \| Médaille d'argent \| Nigeria \| Finale \| \| Médaille de bronze \| Tunisie \| Demi-finale \| \| 4 \| Maroc \| Demi-finale \| \| 5 \| Gabon \| Premier tour \| \| 6 \| Ghana \| Premier tour \| \| 7 \| Congo \| Premier tour \| \| 8 \| Botswana \| Premier tour \| |               |                         |
| Place | Nation        | Stade de la compétition |
| Médaille d'or | Côte d'Ivoire | Vainqueur               |
| Médaille d'argent | Nigeria       | Finale                  |
| Médaille de bronze | Tunisie       | Demi-finale             |
| 4 | Maroc         | Demi-finale             |
| 5 | Gabon         | Premier tour            |
| 6 | Ghana         | Premier tour            |
| 7 | Congo         | Premier tour            |
| 8 | Botswana      | Premier tour            |

## Buteurs
6 buts
- Isaac Success

4 buts
- Kelechi Iheanacho

3 buts
| - Hamza Sakhi - Younes Bnou Marzouk |

2 buts
| - Yaw Yeboah - Firas Ben Larbi - Nidhal Ben Salem - Hazem Haj Hassan |

1 buts
| - Tumisong Orbebonye - Bersyl Ngatsongo Obassi - Kader Bidimbou - Junior Landry Ahissan - Dogbole Niangbo - Mbakogo | - Mac Leod Tsimba Eyamba - Nabil Jaadi - Mohamed El Bouazzati - Bernard Bulbwa - I. Mathew - M. Yahaya | - Moez Abboud |

Buts contre leur camp
- Yasser Sellimi (contre le Gabon)
- Allogho  (contre la Tunisie)

## Diffuseurs de la Coupe d'Afrique
- Eurosport 2
- Arryadia
- Arryadia 2
- Télésud
- Télé Congo